# Храм Всех Святых (Гатчина)
Храм Всех Святы́х — православный храм Гатчинской епархии Русской православной церкви, расположенный в городе Гатчина. С 2019 года — объект культурного наследия России регионального значения.

## История
В 1851 году, при открытии Нового кладбища в Гатчине, на его территории была заложена небольшая деревянная часовня, освященная во имя Всех Святых. К 1880-м годам часовня пришла в ветхое состояние. На её месте в 1888—1889 годах была построена церковь Всех Святых. Проект церкви был разработан Николаем Всеволодовичем Дмитриевым, архитектором Гатчинского дворцового управления.
Богослужения в храме совершались до ареста её настоятеля протоиерея Александра Калачёва 28 февраля 1938 года (расстрелян 12 марта), затем он был закрыт. Во время Великой Отечественной войны 1941—1945 годов храм получил повреждения, за последующие десятилетия доведён до руинированного состояния, в каком и остаётся до настоящего времени.

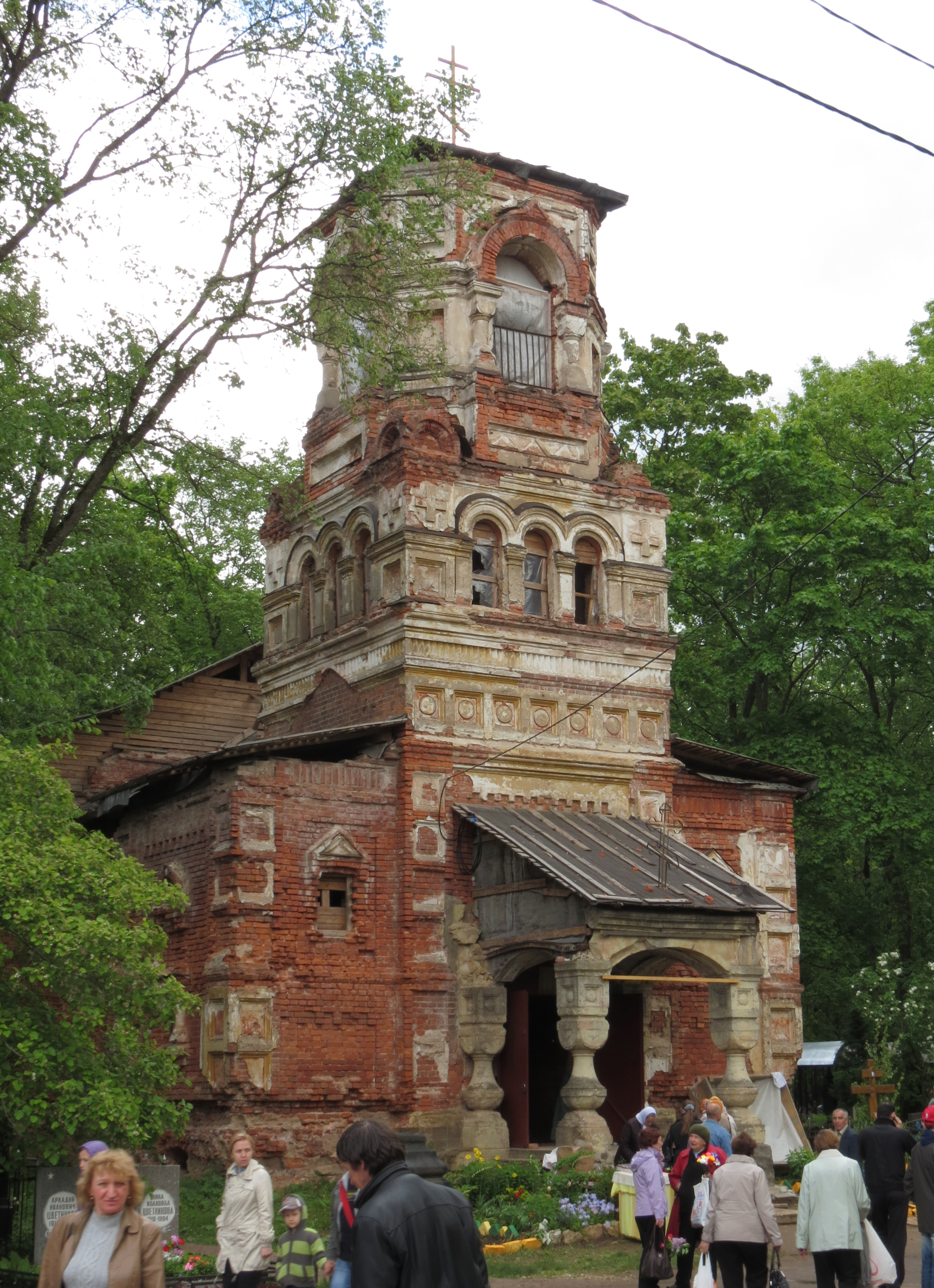
Фотография 2012 года

В январе 2014 года по благословению епископа Гатчинского и Лужского Митрофана (Осяка) удовлетворено прошение о создании Прихода храма Всех Святых для дальнейшего восстановления храма и развития приходской жизни. 26 января в храме-часовне Иоанна Крестителя, который является приписным к храму Всех Святых, состоялась первая Божественная литургия новообразованного прихода. После службы Благочинный Гатчинского городского округа митрофорный протоиерей Владимир Феер зачитал указ о назначении настоятелем иерея Александра Асонова и провёл первое собрание прихода. На данный момент приход объединяет два храма, храм Всех Святых и храм-часовню Иоанна Крестителя.
Пасхальная служба 2015 года в храме всех Святых положила начало регулярным богослужениям в этом удивительном храме Гатчины.

## Духовенство
- Настоятель храма — иерей Александр Асонов
- Протоиерей Антоний Мовсисян
- Иерей Андрей Дулин
- Иерей Александр Позов
- Иерей Анатолий Курковский
- Иерей Алексей Козолетов
- Иерей Максим Крупцов
- Монах Арсений (Геворкян)[2]